# Deux-Évailles (Fluss)
Die Deux-Évailles (auch Deux Evailles, Deux-Evailles oder Deux Évailles geschrieben) ist ein Fluss in Frankreich, der im Département Mayenne in der Region Pays de la Loire verläuft. Sie entspringt unter dem Namen Ruisseau de Bias beim Weiler Le Bas Jauzé, im nordwestlichen Gemeindegebiet von Hambers und entwässert generell in südwestlicher Richtung. Beim Passieren des gleichnamigen Ortes Deux-Évailles ändert sie den Namen auf die definitive Bezeichnung und mündet nach insgesamt rund 23 Kilometern an der Gemeindegrenze von Montsûrs und Brée als rechter Nebenfluss in die Jouanne.

## Orte am Fluss
(Reihenfolge in Fließrichtung)
- Le Bas Jauzé, Gemeinde Hambers
- Le Bourgneuf, Gemeinde Jublains
- La Haie, Gemeinde Hambers
- La Guesnerie, Gemeinde Jublains
- Le Consent, Gemeinde Mézangers
- Trankalou, Gemeinde Montsûrs
- Deux-Évailles, Gemeinde Montsûrs
- Les Reculées, Gemeinde Brée
- Le Recoude, Gemeinde Montsûrs
- Montsûrs

## Sehenswürdigkeiten
- Schloss La Roche Pichemer am Flussufer bei Saint-Ouën-des-Vallons – Monument historique[4]